# Łuszczanowice-Kolonia
Łuszczanowice-Kolonia – kolonia w Polsce położona w województwie łódzkim, w powiecie bełchatowskim, w gminie Kleszczów. Miejscowość wchodzi w skład sołectwa Łuszczanowice.
W latach 1975–1998 miejscowość należała administracyjnie do województwa piotrkowskiego.